# Devil's Course
Devil's Course est un jeu vidéo de golf sorti en 1993 sur Super Nintendo puis l'année suivante sur Mega Drive. Le jeu a été développé par T&E Soft.